# Ken André Olimb
Ken André Olimb (født 21. januar 1989 i Oslo) er en norsk professionel ishockeyspiller, som spiller for Düsseldorfer EG i DEL.
Olimb begyndte sin seniorkarriere i Vålerenga Ishockey i GET-Ligaen, som han blev norskmester med i 2007. Året efter forlod han klubben for at spille med Frisk Asker. I 2010 blev han i Leksands IF i Hockeyallsvenskan, og efter to sæsoner med Leksand tilbragte han sæsonen 2012/13 i BIK Karlskoga i samme liga. Han spillede derefter i tre sæsoner for den tyske Düsseldorfer EG. I 2016 underskrev han en to-årig kontrakt for Linköping HC i SHL og vendte derefter tilbage efter afslutningen af kontrakten til Düsseldorfer EG.
Olimb har repræsenteret Norges landshold under ni verdensmesterskabsturneringer og to olympiske turneringer. Ken André Olimb er den yngre bror til Mathis Olimb.